# Організаційна структура шахти
Організаційна структура шахт зазвичай належить до лінійно-функціонального типу з елементами штабного.
Очолює гірничодобувне підприємство директор. Керівництво виробничою діяльністю підприємства здійснюють головний інженер та заступник директора з виробництва, які мають у своєму розпорядженні відповідні функціональні підрозділи. Роботою невиробничих підрозділів керують головний бухгалтер, заступники директора з економіки, кадрів, адміністративно-господарської діяльності, начальник юридичного відділу та інші.

## Основні шахтні служби
Перелік основних служб, що повинні бути на кожній шахті, визначений "Правилами технічної експлуатації вугільних шахт" (ПТЕ).

### Служба охорони праці
Служба охорони праці в особі заступника директора з охорони праці і змінних інженерів створюється з метою забезпечення проведення гірничих робіт та охорони праці відповідно до Гірничого закону України, Закону України «Про охорону праці» та інших законів України та нормативно-правових актів, а також забезпечення функціонування системи управління охороною праці на підставі «Положення про систему управління охороною праці на підприємствах і організаціях вугільної промисловості».

### Технологічна служба
Технологічна служба забезпечує розробку (проєктування), контроль виконання та координацію взаємодії в єдиному технологічному ланцюзі всіх технологічних процесів під час проведення гірничих робіт.
Очолюється головним технологом (заступником головного інженера з технології).

### Маркшейдерська служба
Маркшейдерська служба шахти забезпечує на основі маркшейдерської зйомки та вимірів ведення маркшейдерської документації та її періодичне поповнення для відображення стану гірничих робіт, змін у ситуаційному плані поверхні, та бере участь у розробці програм розвитку гірничих робіт і контролює їх виконання з дотриманням вимог безпеки та охорони надр.
Очолюється головним маркшейдером.

### Геологічна служба
Геологічна служба шахти забезпечує геологічне вивчення, повне і комплексне використання родовища корисних копалин і охорону надр. Разом із маркшейдерською службою веде облік та рух запасів вугілля, попутних корисних копалин та корисних компонентів; бере участь у перерахуванні запасів вугілля. Здійснює поточний аналіз та оцінку гірничо-геологічних умов.
Очолюється головним геологом.

### Виробнича служба
Структура виробничої служби шахти визначається проєктом і передбачає необхідні дільниці, цехи, служби та інші підрозділи для здійснення виробничого процесу видобутку вугілля. Управління виробництвом здійснюється на підставі нарядної системи.
Виробнича служба узагальнює інформацію від усіх служб і дільниць і координує їх діяльність і повинна розробляти та приймати управлінські рішення, адекватні оперативній інформації, прогнозу стану ГШО та гірничотехнічним умовам. Для забезпечення оперативного управління і постійного контролю за роботою дільниць, вибоїв і цехів на шахтах у складі виробничої служби діє диспетчерська служба зі щозмінним чергуванням гірничого диспетчера або двох диспетчерів — гірничого і транспортного.
Підпорядковується головному інженеру.

### Служба вентиляції і техніки безпеки
Дільниця ВТБ є самостійним підрозділом і підпорядковується головному інженеру шахти. До складу дільниці ВТБ можуть включатися групи з дегазації шахти, профілактичних робіт з техніки безпеки, прогнозу викидонебезпечності, вибухових робіт тощо.

### Енергомеханічна служба
Енергомеханічна служба повинна забезпечувати безперебійну, продуктивну і безпечну роботу однієї з головних підсистем шахти — «Машина», що складається з різнофункціонального ГШО, джерел і каналів енергопостачання, ліній зв'язку та інформаційно-комп'ютерної системи управління виробництвом.
В залежності від потужності шахти, її технологічної схеми і застосовуваних видів енергії енергомеханічна служба має відповідні підрозділи: механічний, електротехнічний, гідравліки, стрічкових конвеєрів, вибійного обладнання, автоматизації, зв'язку та ін.
Очолюється головним механіком.

### Служба контролю якості вугілля
Забезпеченням якості вугілля на шахті повинні займатися технологічна, виробнича і геологічна служба шахти. Правила приймання вугілля за якістю встановлюються відповідно до ГОСТ 1137. Систематичний контроль якості вугілля, дотримання встановленої технології на всіх стадіях видобутку і переробки здійснює служба контролю якості, яка має необхідний штат майстрів, контролерів і пробовідбірників.